# カラフル (ClariSの曲)
「カラフル」は、ClariSの楽曲。渡辺翔が作詞・作曲を手掛けた。ClariSの8枚目のシングルとして2013年10月30日にSME Recordsから発売された。

## 背景
本曲はアニメーション映画『劇場版 魔法少女まどか☆マギカ [新編] 叛逆の物語』オープニングテーマに起用された。
制作は2013年冬に始まり、同年の夏に完成された。当初は数曲のデモの中から選ぶ筈であったが、スタッフの目に留まりゴーサインを貰ったという。
同年8月27日、同アニメの制作チーム描き下ろし（原画：守岡英行、仕上：シャフト）によるアーティストイラストが公開された。

## 音楽性
「コネクト」、「ルミナス」の様なクールさは薄れ、希望が見える明るい感じに仕上がっている。レコーディング時にはディレクターよりいつも通り少女らしさを出しつつ「コネクト」、「ルミナス」よりも明るく表現するようアドバイスされたという。また、アリスは相反する期待と不安の感情を表現するか悩んだという。
ちなみに歌詞中の「透明」というフレーズは当初入れる予定はなかったが、制作サイドから特定のキャラクターを想起させてしまうため変更するよう要請され、現在のフレーズが入れられた。

## シングルリリース
2013年10月30日にSME Recordsから発売された。ClariSのシングルとしては前作「reunion」から6か月でのリリースとなる。
販売形態は初回限定盤（SECL-1413/4）・通常盤（SECL-1415）・期間限定盤（SECL-1416）の3種リリースで、初回限定盤には本曲のPVを収録したDVDが同梱され、期間限定盤には本曲のテレビサイズが収録されている。

## シングル収録内容

### 初回限定盤・通常盤
| #         | タイトル                    | 作詞・作曲 | 編曲       | 時間  |
| --------- | --------------------------- | ---------- | ---------- | ----- |
| 1.        | 「カラフル」                | 渡辺翔     | 湯浅篤     | 4:33  |
| 2.        | 「Surely」                  | 伊田学     | 伊田学     | 4:21  |
| 3.        | 「Pieces」                  | 丸山真由子 | 丸山真由子 | 4:18  |
| 4.        | 「カラフル -Instrumental-」 |            |            | 4:30  |
| 合計時間: | 合計時間:                   | 合計時間:  | 合計時間:  | 17:42 |

| #  | タイトル                    | 作詞 | 作曲・編曲 |
| -- | --------------------------- | ---- | ---------- |
| 1. | 「カラフル（Music Video）」 |      |            |

### 期間限定盤
| #         | タイトル                 | 作詞・作曲 | 編曲       | 時間  |
| --------- | ------------------------ | ---------- | ---------- | ----- |
| 1.        | 「カラフル」             | 渡辺翔     | 湯浅篤     | 4:33  |
| 2.        | 「Surely」               | 伊田学     | 伊田学     | 4:21  |
| 3.        | 「Pieces」               | 丸山真由子 | 丸山真由子 | 4:18  |
| 4.        | 「カラフル -movie MIX-」 |            |            | 1:35  |
| 合計時間: | 合計時間:                | 合計時間:  | 合計時間:  | 14:47 |

## チャート
| チャート（2013年）                          | 最高位 |
| ------------------------------------------- | ------ |
| オリコン週間                                | 3      |
| オリコン月間                                | 17     |
| Billboard JAPAN HOT 100                     | 2      |
| Billboard JAPAN Hot Singles Sales           | 2      |
| Billboard JAPAN Hot Animation               | 1      |
| サウンドスキャン（期間限定盤）              | 5      |
| アニカン レコチョク着うたフル               | 15     |
| アニカン アニメロ着うたフル                 | 4      |
| アニカン アニメイト（期間生産限定アニメ盤） | 7      |

## 楽曲の収録アルバム
| 曲名     | 発売日        | アルバム                            |
| -------- | ------------- | ----------------------------------- |
| カラフル | 2014年6月4日  | PARTY TIME                          |
| カラフル | 2015年4月15日 | ClariS 〜SINGLE BEST 1st〜          |
| カラフル | 2017年8月9日  | 魔法少女まどか☆マギカ Ultimate Best |